# Aiolopus nigritibis
Aiolopus nigritibis är en insektsart som beskrevs av Zheng, Z. och S.-z. Wei 2000. Aiolopus nigritibis ingår i släktet Aiolopus och familjen gräshoppor. Inga underarter finns listade i Catalogue of Life.